# Спиридонов, Филипп Романович
Филипп Романович Спиридонов (1925—1945) — участник Великой Отечественной войны, полный кавалер ордена Славы.

## Биография
Родился в 1925 году в деревне Красная Нива Лукояновского уезда Нижегородской губернии, ныне Большеигнатовского района Республики Мордовия, в семье крестьянина. Мордвин (эрзя). Окончил 9 классов.
В 1942 году был призван Красную Армию. С февраля 1942 года участвовал в боях с захватчиками. Воевал на Центральном, 1-м Украинском фронтах. К началу 1943 года красноармеец Спиридонов воевал орудийным номером в расчете 45-мм орудия 2-го стрелкового батальона 271-го стрелкового полка 181-й стрелковой дивизии. В составе этого полка фронтовыми дорогами прошел до конца войны.
До конца марта 1943 года дивизия в составе 65-й арии вела тяжелые бои местного значения в районе северо-западного выступа Курской дуги. В мае дивизия была передислоцирована в район города Дмитриев-Льговский Курской области.
Летом-осенью 1943 года артиллерист Спиридонов в составе своего полка участвовал в сражении на Курской дуге, в Черниговско-Полтавской операции, освобождении Чернигова, форсировании реки Днепр, в освобождении Правобережной Украины.
25 марта 1944 года в бою в районе деревни Иванище Старее (северо-западнее города Луцк, Волынская область, Украина) рядовой Спиридонов в составе расчета, действуя в непосредственно в боевых порядках пехоты, огнем с прямой наводки уничтожил 3 пулеметные точки, рассеял и истребил до 40 гитлеровцев.
Приказом по частям 181-й стрелковой дивизии (№ 42/н) от 10 июня 1944 года рядовой Спиридонов Филипп Романович (в приказе — Александрович) награжден орденом Славы 3-й степени.
13 июля 1944 года началась Львовско-Сандомирская наступательная операция. 13 армия, в составе которой наступала дивизия, в которой воевал артиллерист Спиридонов, наступала на правом фланге 1-го Украинского фронта. В этих боях ефрейтор Спиридонов уже исполнял обязанности наводчика, отличился при прорыве обороны противника.
15 июля 1944 года в бою за д. Куты (Локачинский район Волынской области Украины) ефрейтор Спиридонов с бойцами расчета выкатил орудие на прямую наводку и уничтожил 2 пулемета и 3 наблюдательных пункта.
16 июля 1944 года в бою у деревни Древини (Иваничевский район Волынской области Украины) ефрейтор Спиридонов с бойцами расчета, выкатив пушку на прямую наводку, точным огнем уничтожил автомашину противника с боеприпасами, 2 пулеметные точки и свыше 10 пехотинцев.
18 июля, при форсировании реки Луга, уничтожил станковый пулемет, который мешал форсированию реки, истребил до 15 гитлеровцев.
За эти бои был дважды представлен к награждению орденом Славы 2-й степени. 5 августа был оформлен наградной лист за бои 15 и 18 июля, а 18 августа — за бой 16 июля. Второе награждение прошло по инстанциям быстрее, первое дошло до приказа только в октябре (видимо потому что, шло через командующего артиллерией армии).
Приказами командующего 13-й армии от 8 сентября 1944 года (№ 217/н, за бой 16 июля) и от 5 октября 1944 года (№ 263/н, за бои 15 и 18 июля) ефрейтор Спиридонов Филипп Романович награжден орденами Славы 2-й степени.
В дальнейшем дивизия вела бои на Сандомирском плацдарме. В декабре была передана в состав 6-й армии. В январе-феврале 1945 года армия участвовала в Сандомирско-Силезской и Нижнесилезской наступательных операциях. В этих боях сержант Спиридонов уже командовал расчётом.
15 января 1945 года в боях при прорыве обороны противника юго-западнее города Юзефув-над-Вислой (Люблинское воеводство, Польша) сержант Спиридонов во главе расчета выкатил орудие на прямую наводку и, несмотря на огонь вражеских орудий, подавил дзот и 2 пулемета, которые мешали продвижению наших подразделений. 16 января при взятии второй линии обороны противника, командуя артиллеристами, уничтожил более 20 гитлеровцев, чем способствовал успешному занятию траншей противника. За эти бои представлен к награждению орденом Славы 1-й степени.
С середины февраля дивизия вела бои по ликвидации окружённой группировки войск противника в городе-крепости Бреслау.
Указом Президиума Верховного Совета СССР от 10 апреля 1945 года сержант Спиридонов Филипп Романович награжден орденом Славы 1-й степени. Стал полным кавалером ордена Славы.
Высокую награду получить не успел. 13 апреля 1945 года был тяжело ранен в шею и доставлен в 110 медикосанитарный батальон. Умер на другой день 14 апреля. Похоронен на воинском кладбище в городе Берслау (ныне Вроцлав, Польша).

## Награды
- Орден Славы 1 степени (10 апреля 1945);[1]
- 2 ордена Славы 2 степени (8 сентября 1944—№ 9208 и 5 октября 1944);[2][3]
- Орден Славы 3 степени (10 июня 1944 — № 192706).